# Diczfalusy Egon
Diczfalusy Richárd Egon (Miskolc, 1920. szeptember 19. – 2016. szeptember 19.) magyar-svéd orvos, endokrinológus, a Magyar Tudományos Akadémia külső tagja.

## Pályafutása
A szegedi Horthy Miklós Tudományegyetemen szerzett orvosi diplomát summa cum laude minősítéssel 1944-ben és a Mikrobiológiai Intézetben kezdett el dolgozni. 1946-ban Svédországba emigrált. Szent-Györgyi Albert segítette őt és neki köszönhetően Nobel-díjas kutatókkal dolgozhatott együtt. Később már saját laboratóriumot kapott a Karolinska Intézeten belül. Ez volt a Hormonkutató Laboratórium. Tudományos érdeklődésének középpontjában a humán reprodukció, a szülészeti-nőgyógyászati endokrinológia állt. Létrehozta az Egészségügyi Világszervezet Expanded Programme of Research, Development and Research Training in Human Reproduction programot.
Számtalan magyar és külföldi egyetem és társaság választotta tagjai közé és több nevesebb tudományos díj kitüntetettje.
2007-ben alapítványt hozott létre Egon and Ann Diczfalusy Foundation néven. Az alapítvány küldetésének tekinti, hogy a reprodukciós egészség megőrzése területén folytatott tudományos munkát támogassa, lehetőséget és fórumokat teremtsen a tudományos eredmények közzétételére és a kimagasló eredmények elismerésével is támogassa azok nemzetközi megismertetését. A küldetés teljesítése során az Alapítvány kiemelten támogatja a kutatómunkát Közép-Európa országaiban, ott is elsősorban a fiatal kutatók tevékenységére koncentrálva. Az Alapítvány küldetése magába foglalja új kutatási programok támogatásának elősegítését, tudományos rendezvények szervezését, melynek során lehetőséget teremt nemzetközileg elismert szakemberek és fiatal kutatók közötti gyümölcsöző kapcsolatok kiépítésére és a legkorszerűbb, legújabb tudományos eredmények megismertetésére is. 
Az alapítvány honlapja (https://diczfalusyfoundation.org) bőséges forrásanyagot kínál Diczfalusy Egon életéhez és tudományos munkásságához.